# 98古惑仔：龍爭虎鬥
《98古惑仔5：龍爭虎鬥》，是1998年由劉偉強導演，鄭伊健、鄭浩南與舒淇領銜主演。是依據香港漫畫家牛佬所繪製的漫畫《古惑仔》為基礎，再進行改編的電影作品。本片在1997年12月上旬拍攝，亦是香港回歸後第一部及唯一一部賀歲片的《古惑仔電影系列》作品，為系列中的正傳第五集，由嘉禾公司出品。本片打破過往在農曆新年賀歲檔期上映喜劇片的慣常傳統，故事比前的四部作出改變，由過往的黑幫街頭廝殺，轉型為一部商戰題材的電影。另外，陳小春、謝天華、林尚義、莫文蔚並無參加演出，但加入了錢嘉樂、鄭浩南、舒淇、李修賢、秦沛。

## 劇情
東星社五虎之一司徒浩南來了銅鑼灣，並大舉進駐來開店並多次砸了陳浩南的場子，意圖跟陳浩南爭奪銅鑼灣的勢力，期間大馬拿督陳嘉南欺騙陳浩南假裝要跟他合作進而坑殺他，之後就轉而跟司徒浩南合作，令陳浩南一行人相當氣憤卻也無可奈何。而一位跟在七叔旁邊的女子大話精，與陳浩南相識後，陳浩南對她多有情愫，可是在得知她是幫陳嘉南做事的時候相當憤慨。但得知自己是被利用後，大話精決心要幫陳浩南揭發陳嘉南的糗事。
另一方面陳浩南當堂主以前的一位兄弟，當初頂替大哥坐牢的大頭仔楊添也出獄了，出獄後他想過著平淡的生活當一個賣報紙的攤販，可是卻常常被東星的人找碴強收保護費，陳浩南暗中幫助他，他卻相當不願意再跟以前的黑社會扯上關係。可是最後終究還是復出幫忙陳浩南，並代表洪興跟東星打一場拳賽，而司徒浩南跟陳浩南也私底下決議比一場私人的賭局，誰輸了就得消失於銅鑼灣。最後大頭打贏了何勇，而陳浩南也打敗司徒浩南，宣示銅鑼灣只有一個「浩南」。

## 人物角色
| 角色名稱      | 演員   | 備註 |
| ------------- | ------ | --- |
| 陳浩南        | 鄭伊健 | 𡃁仔南、浩南、南哥 洪興社銅鑼灣堂主 楊添、包達二、蕉皮之兄弟 鄧美玲之男友 獲蔣天養賞識 受司徒浩南威脅 陳嘉南之好友，因被利用而反目 司徒浩南之天敵 於最後（私下）拳賽擊敗司徒浩南並宣示銅鑼灣堂主主權 |
| 鄧美玲        | 舒淇   | Mei Ling 馬來西亞華僑 七叔之契女 被陳嘉南利用 喜歡陳浩南，因與其前男友相似 最後為陳浩南之女友 |
| 蔣天養        | 萬梓良 | 蔣生 洪興社龍頭，蔣天生的弟弟 |
| 李竹松        | 李修賢 | 李Sir 灣仔警署反黑組警司 經常協助陳浩南阻止司徒浩南生事 |
| 大飛          | 黃秋生 | 洪興社北角堂主 「大飛馬經」總編 派其旗下記者踢爆陳嘉南之醜聞 |
| 十三妹        | 吳君如 | 洪興社旺角（砵蘭街）堂主 韓賓之女友 |
| 韓賓          | 尹揚明 | 洪興社葵青堂主 十三妹之男友 |
| 楊添          | 錢嘉樂 | 大頭仔 報紙檔老闆→洪興社成員 陳浩南、包達二、蕉皮之兄弟 被何勇針對 於最後拳賽擊敗何勇 |
| 司徒浩南      | 鄭浩南 | 東星五虎之一，擒龍虎 東星社堂主 何勇、長毛杰之大佬 陳浩南之天敵 與陳嘉南互相勾結，後反目 於最後（私下）拳賽被陳浩南擊敗                                                                              |
| 何勇          | 黃子揚 | 東星社成員 針對楊添 於最後拳賽被楊添擊敗 |
| 包達二        | 林曉峰 | 包皮 洪興社成員 楊添、陳浩南、蕉皮之兄弟 故事後期將陳嘉南打傷 |
| 蕉皮          | 朱永棠 | 洪興社成員 在灣仔警署內被長毛杰槍殺身亡 |
| 基哥          | 李兆基 | 洪興社西環堂主 故事中期因小巴專綫而與韓賓不和，後和好 |
| 陳耀          | 李道瑜 | 耀哥 洪興社幹部 |
| 拳賽總評判    | 冼林煜 | |
| 大頭仔教練    | 周比利 | 洪興社成員，大頭仔教練 |
| 長毛杰        | 張敏   | 東星社成員 因其弟被蕉皮殺害，激動之下搶去警員的佩槍將蕉皮槍殺 |
| 白頭本        | 關海山 | 本叔 東星社龍頭 |
| 七叔          | 王天林 | 馬來西亞華僑 鄧美玲的契爺 |
| 陳嘉南        | 秦沛   | 拿督 馬來西亞華僑 大馬拿督，實為非法商人 因於大馬做多單非正當生意而被其妻子踢爆， 最後被商業罪案調查科連同馬來西亞國際刑警拘捕 角色影射及原型：陳松青                                                |
| 鄧智勇        | 吳志雄 | 大佬B 洪興社堂主 於陳浩南、楊添回憶中出現 陳浩南、包達二、楊添之大佬 |
| 未具名        | 黃文慧 | 陳嘉南之妻子 於記者會上踢爆陳嘉南之醜聞 |
| 未具名        | 雷宇揚 | 港龍星郵輪開幕儀式司儀 |
| 未具名        | 馬德鐘 | 港龍星郵輪船長 |
| 龍婆(盧燕英） | 羅蘭   | 陳浩南的外婆 |
| 未具名        | 邱萬城 | 香港商業調查科高級督察 拘捕陳嘉南 |
| 賽事評述員    | 譚得志 | |
| 賽事評述員    | 陳志全 | |
| 外籍女子      | 戴安妮 | 受十三妹指派勾引并削弱何勇的实力，暗中帮助大头仔获胜 |

## 電影歌曲

### 主題曲
| 歌名         | 演唱者      | 作曲 | 填詞   | 編曲 |
| 〈興波作浪〉 | 鄭伊健、Zen | Zen  | Wasabi | Zen  |

### 插曲
| 歌名                   | 演唱者 | 作曲     | 填詞   | 編曲   |
| 〈情與義〉             | 鄭伊健 | 陳光榮   | 劉卓輝 | 陳光榮 |
| 〈同一秒〉             | 鄭伊健 | 陳光榮   | Wasabi | 陳光榮 |
| 〈我愛洗澡〉           | 范曉萱 | 劉天健   | 許常德 |        |
| 〈喜氣洋洋〉           | Zen    | 五輪真弓 | 鄭國江 | Zen    |
| 〈被愛〉 (影片24:50處) | 譚小環 | 陳光榮   | 梁芷珊 | 陳光榮 |

### 片尾曲
| 歌名         | 演唱者         | 作曲   | 填詞   | 編曲   |
| 〈友情歲月〉 | 陳小春、鄭伊健 | 陳光榮 | 劉卓輝 | 陳光榮 |

## 彩蛋
- 片尾彩蛋，劇終角式陳浩南與司徒浩南的自由搏擊比賽決戰中，使用了同年上映同一電影公司制作的《風雲：雄霸天下》中同由鄭伊健飾演角色聶風的絕招風神腿作最後一擊，成为观众最为诟病的一幕场面。
- 勾引何勇的外国女子，因其丰满身材和别具异国风情的姿色给观众留下深刻印象。网上盛传其是香港混血女艺人韓君婷，但两人样貌差距颇大，且后者是华人样貌，而片中角色明显是纯欧罗巴白人，显然不是同一个人。現實中該名外國女演員為黃子揚的第一任妻子tina 。
- 同一電影宇宙《古惑仔電影系列》的片尾彩蛋，劇終自由搏擊比賽決戰中「十三妹」與外国女子以英語對話，與角色「十三妹」《古惑仔情義篇之洪興十三妹》上英文夜校的情節與互相呼應。
- 片中秦沛飾演的馬來西亞拿督商人「陳嘉南」，此角色影射原型乃當年7、80年代東南亞赴港發展，之後曾爆發轟動一時的「佳寧案」的星洲商人「陳松青」。片中「陳嘉南」角色所屬的公司「嘉南集團」影射正是「佳寧集團」。在故事後期在拳擊賽結束之後，大馬商人「陳嘉南」狼狽不堪的被警方逮捕時。「大飛」與「韓賓」所提及的那位「十幾年前有個陳什麼青，現在又有個陳什麼什麼的！這世界上怎麼騙子那麼多啊？」（粵語：「十幾年前有個陳乜青，而家又有個陳乜乜！呢個世界咁多大鰐㗎？」）這番話裡所提到的「陳什麼青」此人乃是當年「佳寧訛騙案」的主角「陳松青」。
- 扮演评论员的快必譚得志后来投身到政治社會运动，担任人民力量党副主席。劇中打氣對白「東星奸爸爹，何勇奸爸爹」，是他與陳志全主持亞洲電視《一級奸爸爹》節目名稱，也是當時香港流行文化用語。

## 外部連結
- 開眼電影網上《98古惑仔：龍爭虎鬥》的資料（繁體中文）
- 香港影庫上《98古惑仔：龍爭虎鬥》的資料（繁體中文）
- 豆瓣电影上《98古惑仔：龍爭虎鬥》的資料 （简体中文）
- 时光网上《98古惑仔：龍爭虎鬥》的資料（简体中文）
- 爛番茄上《98古惑仔：龍爭虎鬥》的資料（英文）
- AllMovie上《98古惑仔：龍爭虎鬥》的资料（英文）
- 互联网电影数据库（IMDb）上《98古惑仔：龍爭虎鬥》的资料（英文）
- 《古惑仔》官方網站（页面存档备份，存于）
- About the Young and Dangerous series and spin-offs（页面存档备份，存于）